# Бакурианский Андезит
Бакуриа́нский Андези́т (груз. ბაკურიანის ანდეზიტი) — село в Боржомском муниципалитете края Самцхе-Джавахети, Грузия. 
Расположен в 10 км от железнодорожной станции Бакуриани (на узкоколейной линии Боржоми — Бакуриани).
Месторождение андезита. 
C 1956 до 2018 года имел статус посёлка городского типа (даба).

## Население
| 1970 | 1979 | 1989 | 2002 | 2014 | 2018 |
| ---- | ---- | ---- | ---- | ---- | ---- |
| 403  | 387  | 488  | 500  | 352  | 457  |